# Tranvía de Kenosha
El Tranvía de Kenosha  o Kenosha Streetcar Circulator es un sistema de tranvía ubicado en Kenosha, Wisconsin. Inaugurado el 17 de junio de 2000, actualmente cuenta con 1 línea y 15 estaciones.

## Administración
El Tranvía de Kenosha es administrado por Kenosha Transit.